# Michael Seater
Michael Seater (Toronto, 15 de janeiro de 1987) é um ator canadense.

## Atuação na televisão
- Murdoch Misteries.... (2013) Don McCutcheon
- 18 to life ... (2010-) Tom Bellow
- Vacation with Derek .... (2010) Derek Venturi
- Life with Derek .... (2005) Derek Venturi
- Autobahnraser .... (2004) Karl-Heinz Krause - VW Polo
- Strange Days at Blake Holsey High .... (2002) Lucas Randall
- Twice in a Lifetime .... Steven Stovall (1 episode, 1999)
- Vanished Without a Trace (1999) (TV) .... J. J.
- The Stone Skipper (1999) .... Simon
- Jenny and the Queen of Light (1999) (TV) .... Eli
- Real Kids, Real Adventures .... Robby Naylor (1 episode, 1999)
- Future Fear (1998) .... Young Denniel
- Jonopalooza 3 (1998) TV Episode
- Rescuers: Stories of Courage: Two Couples (1998) (TV) .... Peter
- Night of the Living (1997) .... Zack
- Arquivo Zack (2000-2002) Spencer Sharpie

## Atuação no cinema
- 2005 The Prize Winner of Defiance, Ohio... Bub Ryan
- 1998 Future Fear Young Denniel... Young Denniel